# Pneumocystidomycetes
De Pneumocystidomycetes vormen een klasse van Ascomycota binnen het rijk van de schimmels (Fungi).
Tot deze klasse behoren bepaalde parasieten die in de longen van zoogdieren voorkomen.

## Taxonomie
De taxonomische indeling van de Pneumocystidomycetes is als volgt:
- Klasse: Pneumocystidomycetes
  - Subklasse: Pneumocystidomycetidae
    - Orde: Pneumocystidales
      - Familie: Pneumocystidaceae